# Katja Keul

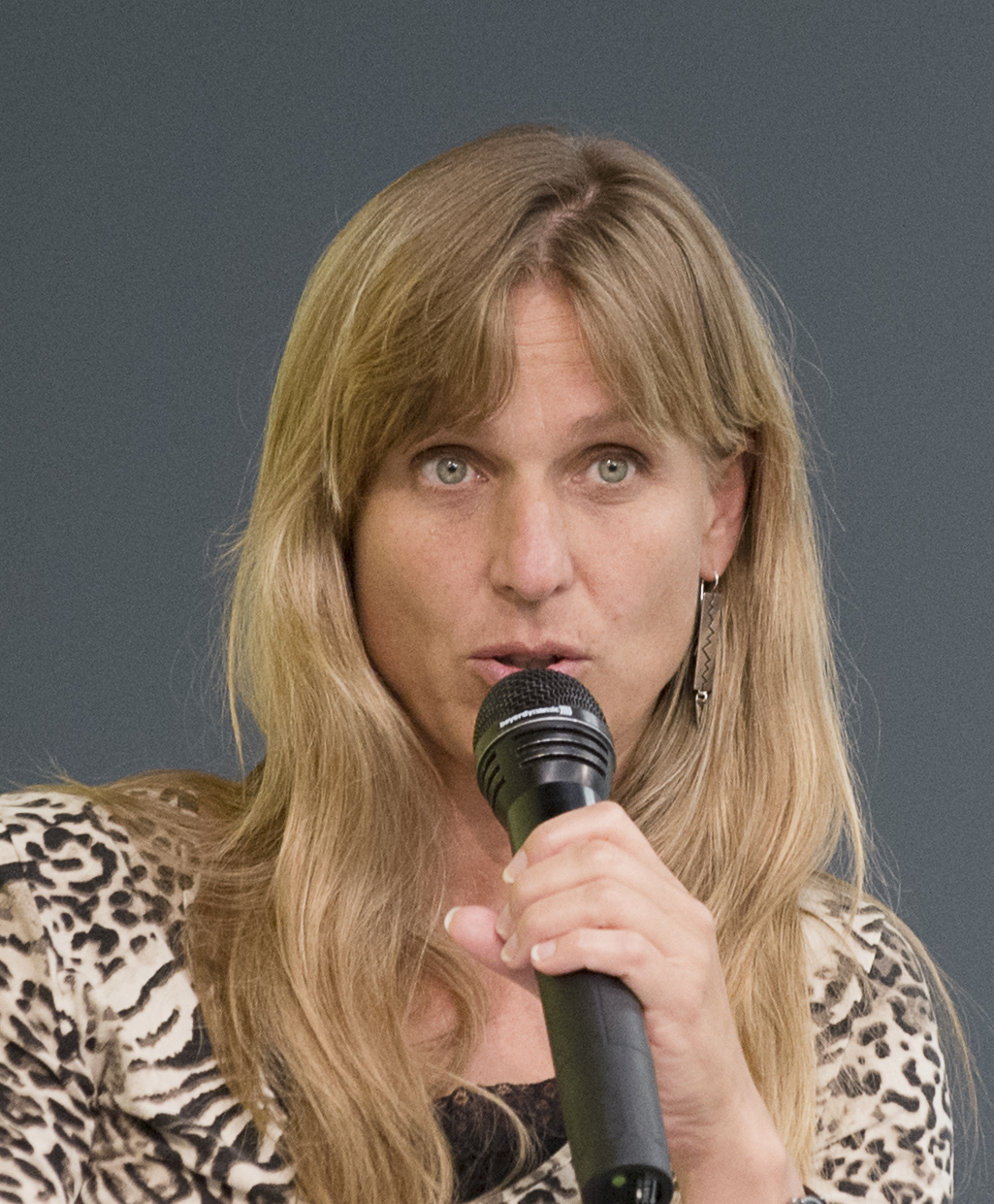
Katja Keul (2013)

Katja Keul, geborene Fehsenfeld (* 30. November 1969 in Berlin) ist eine deutsche Politikerin (Bündnis 90/Die Grünen) und Rechtsanwältin. Sie war von 2009 bis 2025 Mitglied des Deutschen Bundestages und von 2021 bis 2025 Staatsministerin bei der Bundesministerin des Auswärtigen.

## Ausbildung und Beruf
Von 1989 bis 1994 studierte sie Rechtswissenschaften in Heidelberg und legte nach dem Referendariat in Brandenburg im Mai 1997 das zweite juristische Staatsexamen in Potsdam ab, um sich anschließend als Rechtsanwältin im Landgerichtsbezirk Verden niederzulassen. Sie eröffnete im Jahr 2000 in Marklohe eine eigene Kanzlei und wurde im selben Jahr zur Fachanwältin für Familienrecht ernannt. Sie war bis September 2009 Vorsitzende des zum Deutschen Anwaltverein gehörenden Anwaltvereins Nienburg. Von 2007 bis 2011 war sie Delegierte der Rechtsanwaltskammer Celle für die 4. Satzungsversammlung der Bundesrechtsanwaltskammer (Anwaltsparlament).

## Abgeordnete und Partei
Keul trat 1996 Bündnis 90/Die Grünen bei, trat aber 1999 wegen des Kosovokriegs wieder aus. Keul wurde 2006 erneut Mitglied von Bündnis 90/Die Grünen. Bei der Bundestagswahl 2009 zog sie als Kandidatin über die Landesliste ihrer Partei in Niedersachsen (Platz 5) in den Deutschen Bundestag (17. Wahlperiode) ein. Dort war sie Mitglied des Verteidigungsausschusses und stellvertretendes Mitglied des Rechtsausschusses. Sie war zudem als eine von insgesamt vier Parlamentarischen Geschäftsführern der Fraktion tätig. In den 18. Deutschen Bundestag zog sie als Spitzenkandidatin der niedersächsischen Landesliste ihrer Partei ein. Bei der Bundestagswahl 2017 schaffte sie den erneuten Wiedereinzug. Von 2018 bis 2021 war Keul Mitglied im Gremium nach § 23c Absatz 8 Zollfahndungsdienstgesetz.
Von 2019 bis 2021 war Keul Obfrau des Unterausschusses Abrüstung, Rüstungskontrolle und Nichtverbreitung, sowie Mitglied der Deutsch-Französischen Parlamentarischen Versammlung. Zudem gehörte sie als ordentliches Mitglied dem Verteidigungsausschuss und dem Ausschuss für Recht und Verbraucherschutz an. Als stellvertretendes Mitglied war Keul im Wahlausschuss, im Wahlprüfungsausschuss und im Unterausschuss des Verteidigungsausschusses vertreten.
Bei der Bundestagswahl 2021 zog sie erneut in den Bundestag ein. Vom 8. Dezember 2021 bis zum 6. Mai 2025 war sie Staatsministerin bei der Bundesministerin des Auswärtigen, Annalena Baerbock. Bei der Bundestagswahl 2025 kandidierte Keul nicht erneut.

## Mitgliedschaften und Ehrenämter
Keul ist Mitglied der Europa-Union Deutschland, die sich für ein föderales Europa und den europäischen Einigungsprozess einsetzt. Zudem ist sie Vorstandsmitglied des Kreisverbandes Nienburg von Bündnis 90/Die Grünen und Mitglied der „Landesarbeitsgemeinschaft Europa und Internationale Politik“ von Bündnis 90/Die Grünen in Niedersachsen. Sie ist eine der Gründerinnen von RechtGrün e. V., einem Zusammenschluss von grünen und grünennahen Juristinnen und Juristen.

## Privates
Katja Keul ist eine Ur-Urgroßnichte des Gründers der Kolonie Deutsch-Ostafrika, Carl Peters. Sie ist verheiratet und Mutter von drei Kindern. Wohnhaft ist Katja Keul in Marklohe im Landkreis Nienburg.